# Olly Stone
Oliver Peter Stone (bekannt als Olly Stone; * 9. Oktober 1993 in Norwich, Vereinigtes Königreich) ist ein englischer Cricketspieler, der seit 2018 für die englische Nationalmannschaft spielt.

## Kindheit und Ausbildung
Stone spielte unter anderem für die englische U19-Nationalmannschaft und agierte bei einer Tour in Südafrika als ihr Kapitän.

## Aktive Karriere
Stone gab sein First-Class-Debüt für Northamptonshire in der County Championship 2012. Im Jahr 2015 wurde er in das Performance-Programm des englischen Verbandes berufen. Im Jahr darauf verletzte er nach einem Jubel sich am Knie, weshalb die Saison für ihn vorzeitig beendet war. Die Kreuzband-Verletzung ließ ihn für ein Jahr aussetzen, währenddessen unterzeichnete er einen neuen Vertrag mit Warwickshire. Jedoch konnte er nach seiner Rückkehr schnell wieder überzeugen, so dass die Selektoren auf ihn aufmerksam wurden. Sein Nationalmannschaftsdebüt erfolgte im Oktober 2018 in der ODI-Serie in Sri Lanka. Bevor er im neuen Jahr die Tour in den West Indies beginnen konnte, erlitt er eine Stressfraktur im Rücken und musste abermals verletzt pausieren. Sein Test-Debüt folgte im Juli 2019 gegen Irland, wo ihm drei Wickets (3/29) gelangen. Doch folgte kurz darauf abermals eine Rückenverletzung, die ihn erneut zurückwarf. Im Februar 2021 reiste er mit dem Team nach Indien, wo ihm drei Wickets (3/47) im zweiten Test gelangen. Doch schon im Juni erlitt er erneut eine Stressfraktur im Rücken. Im Sommer 2022 unterzeichnete er einen Vertrag mit Nottinghamshire und laborierte an einer Fingerverletzung.
Im September 2022 gab er in Pakistan sein Twenty20-Debüt. Im November gelangen ihm bei der ODI-Serie in Australien vier Wickets (4/85). Im Sommer 2023 verletzte er sich an der Wade und musste abermals pausieren. Während der Tour gegen Sri Lanka im August 2024 kam er zurück ins Nationalteam und erreichte dort im dritten Test drei Wickets (3/35).